# Mestemacher-Preis Managerin des Jahres
Von 2002 bis 2022 verlieh die Mestemacher-Gruppe (Backindustrie) in Gütersloh den Mestemacher-Preis Managerin des Jahres, um hervorragende Frauen in der deutschen Wirtschaft auszuzeichnen. Die Geschäftsführende Managerin Ulrike Detmers wollte damit einen Beitrag zur besseren Darstellung von Unternehmerinnen und Geschäftsfrauen in der Öffentlichkeit leisten sowie die Vereinbarkeit von Familie und Beruf unterstützen. Er darf als Antwort auf den seit 1995 von Wirtschaftsmagazinen verliehenen, bis 2023 vollständig männerdominierten Preis Manager des Jahres gesehen werden. Ab 2023 sollen Preise vergeben werden für Erfolge in größerer Nachhaltigkeit.
Die Preisträgerin erhält die wertvolle Skulptur OECONOMIA aus Sterlingsilber, besetzt mit Diamanten und Edelsteinen. Darüber hinaus ist der Preis mit 5.000 Euro dotiert und wird jährlich vergeben. Das Preisgeld stiftet die „Mestemacher Managerin des Jahres“ für soziale Zwecke.

## Preisträgerinnen
- 2002 Dagmar Bollin-Flade[1] (DIHK)
- 2003 Ilona Lange (Henkel)[2]
- 2004 Helga Rübsamen-Schaeff[3] (Bayer)
- 2005 Regine Stachelhaus[4][5] (Hewlett-Packard, E.ON)
- 2006 Martina Sandrock (Sara Lee)
- 2007 Christine Bortenlänger[6][7] (Börse München)
- 2008 Margret Suckale[8] (Deutsche Bahn)
- 2009 Angelika Gifford (Microsoft Deutschland)[9][10]
- 2010 Birgit A. Behrendt (Ford)[11]
- 2011 Angelika Dammann[12] (SAP, DIC)
- 2012 Sigrid Evelyn Nikutta[13][14] (BVG, DB Cargo)
- 2013 Ines Kolmsee (SKW Stahl-Metallurgie Holding)
- 2014 Anke Schäferkordt (RTL)
- 2015 Martina Koederitz (IBM Deutschland)
- 2016 Annette Stieve (Faurecia)
- 2017 Petra Justenhoven (PricewaterhouseCoopers)
- 2018 Bettina Orlopp (Commerzbank)
- 2019 Milagros Caiña Carreiro-Andree[15] (BMW)
- 2020 Angela Titzrath (Hamburger Hafen- und Logistik)
- 2021 Katherina Reiche (Innogy)
- 2022 Astrid Teckentrup (Procter & Gamble)